# Tomosvaryella palliditarsis
Tomosvaryella palliditarsis är en tvåvingeart som först beskrevs av Collin 1931.  Tomosvaryella palliditarsis ingår i släktet Tomosvaryella och familjen ögonflugor. Arten är reproducerande i Sverige. Inga underarter finns listade i Catalogue of Life.